# Vlag van Iowa
De vlag van Iowa bestaat uit drie verticale banen in de kleuren blauw, wit en rood, met in de witte baan de naam van de staat onder een adelaar die een lint met daarop het motto van Iowa vasthoudt. Zowel het motto, Our liberties we prize and our rights we will maintain, als de adelaar zijn afkomstig uit het zegel van de staat. De kleuren blauw, wit en rood zijn overgenomen van de vlag van Frankrijk en symboliseren dat Iowa ooit deel uitmaakte van het Franse Louisiana Territorium. De vlag is in gebruik sinds 29 maart 1921.